# Audrey Luna
Audrey Elizabeth Luna (Salem, XX secolo) è un soprano di coloratura statunitense, che ha vinto un Grammy Award nel 2014 per Best Opera Recording dell'opera di Thomas Adès The Tempest e detiene il record per aver cantato la nota più alta al Metropolitan Opera. Luna si esibisce regolarmente su palcoscenici in America e in Europa, tra questi Metropolitan Opera, Wiener Staatsoper, Royal Opera House, Houston Grand Opera, Teatro La Fenice, Opera di Chicago, Den Norske Opera, Pittsburgh Opera e Opéra de Montréal.

## Biografia
Luna ha debuttato al Metropolitan Opera come Regina della notte nella produzione de Il flauto magico di Julie Taymor ed ha continuato con ruoli come Najade in Ariadne auf Naxos, Fiakermilli in Arabella e Olympia in I racconti di Hoffmann.
A proposito della sua interpretazione di Ariel in The Tempest al Metropolitan Opera, il New York Times ha scritto: "L'Ariel del signor Adès è una creazione abbagliante e la signora Luna conquista il ruolo".
Il Calder Quartet e Luna hanno girato l'Europa nel 2016 con il ciclo di canzoni The Sirens di Peter Eötvös.
Nel 2017 Luna ha stabilito il record per aver cantato la nota di uno spartito più alta sul palco del Metropolitan Opera, La♮6, durante la prima produzione americana della nuova opera di Thomas Adès L'angelo sterminatore. Luna ha partecipato alla prima mondiale di quell'opera al Festival di Salisburgo nel 2016 e ad una produzione della Royal Opera House di Londra nel 2017.
Altri ruoli nel repertorio di Luna includono Zerbinetta in Ariadne auf Naxos, il ruolo della protagonista in Lucia di Lammermoor, Madame Mao in Nixon in China, Gilda in Rigoletto, la protagonista in Lakmé e Chief of Gepopo in Le Grand Macabre. La stagione 2017/18 segna il suo debutto nel ruolo di Norina in Don Pasquale, e Marie in La figlia del reggimento.
Luna è apparsa sul palcoscenico come concertista con Berliner Philharmoniker, London Symphony Orchestra, New York Philharmonic, Los Angeles Philharmonic, San Francisco Symphony, Orchestra del Minnesota, Seattle Symphony, ed altri. Il suo repertorio concertistico comprende Ein deutsches Requiem di Brahms, Carmina Burana di Carl Orff, il Messiah di Handel, Cantatrix Sopranica di Unsuk Chin, Sinfonia per soprano e archi di Makris, Gloria di Vivaldi, Requiem e Le Grand Macabre di Ligeti, Star-Child di George Crumb, Grande Messa di Amy Beach e Le martyre de Saint Sébastien di Debussy.

## Discografia
- Thomas Adès, The Tempest, Deutsche Grammophon DVD – Awards: Diapason d'Or, Grammy Award for Best Opera Recording
- Péter Eötvös, The Sirens, with Calder Quartet, BMC Records CD